# Ахалсопелі (Самтредський муніципалітет)
Ахалсопелі (груз. ახალსოფელი) — село в Грузії.
За даними перепису населення 2014 року в селі проживає 570 осіб.